# Nordic walking

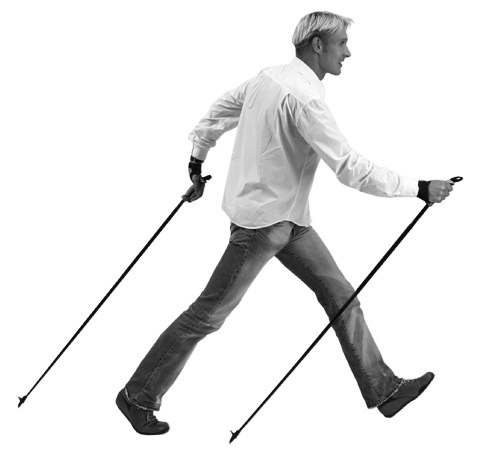
Marko Kantaneva demonstrujący poprawny sposób uprawiania nordic walking

Nordic walking – forma rekreacji polegająca na marszach ze specjalnymi kijami. Wymyślony został w Finlandii w latach 20. XX wieku, jako całoroczny trening dla narciarzy biegowych. Znany był tam pod nazwą Sauvakävely, co oznacza „marsz z kijkami”. Pozostawał jednak formalnie nieopisany aż do publikacji Marko Kantaneva z 1997.

## Charakterystyka

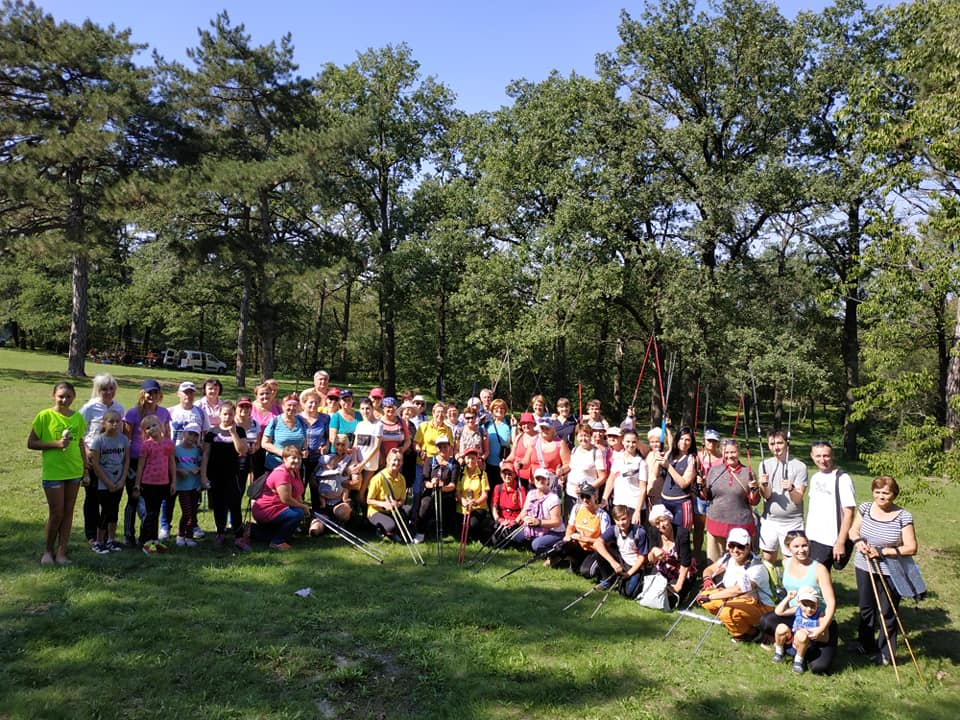

W porównaniu do zwyczajnego marszu, nordic walking angażuje stosowanie siły do kijków z obu stron. Z tego powodu osoby go uprawiające angażują więcej partii mięśni, chociaż mniej intensywnie. Mięśnie (m.in. klatki piersiowej, tricepsy, bicepsy, ramion i brzucha) są również inaczej stymulowane niż w zwykłym marszu. To prowadzi do większego ich wzmocnienia niż przy zwyczajnym chodzeniu czy joggingu. Szczególnie:
- rozwija się siła i wytrzymałość ramion,
- łatwość wchodzenia na wzgórza,
- spala się więcej kalorii niż przy normalnym chodzeniu,
- zwiększa się stabilność przy chodzeniu z kijkami,
- redukuje nacisk na piszczele, kolana, biodra i plecy, co daje korzyści dla osób ze słabszymi stawami i nie dość silnymi mięśniami,
- odciążone są stawy, co jest szczególnie ważne dla osób starszych.

Nordic walking można uprawiać bez względu na wiek, kondycję czy tuszę, zarówno nad morzem, w lesie, parku oraz w górach – przez cały rok. Dobrze jest rozpocząć swoją przygodę z tą dyscypliną pod okiem instruktora, który nauczy prawidłowej techniki marszu i pomoże dobrać odpowiednie kije.

## Korzyści
Badania wykazały, że dobry trening techniki nordic walkingu pozwala osiągnąć takie korzyści zdrowotne jak: usprawnienie układu oddechowego i sercowo-naczyniowego, odciążenie stawów w tym dolnego odcinka kręgosłupa, zwiększenie poboru tlenu przeciętnie o 20 do 58%, w zależności od intensywności wbijania kijków. Rozwija też wszystkie mięśnie kończyn dolnych, prostowników kończyn górnych, wzmacnia mięśnie tułowia, ramion i barków, zwiększa mobilność górnego odcinka kręgosłupa i łagodzi napięcia mięśniowe w okolicy barków. Niewielkie obciążenie stawów u osób ćwiczących nordic walking sprawia, że jest zalecany osobom otyłym. Nie pogarsza także stanu obolałych stawów, zwłaszcza kolanowych. Ponadto w porównaniu ze zwykłym chodem, uprawiający nordic walking spala przeciętnie od 20 do 40% więcej kalorii. Kijki pomagają również w utrzymaniu lepszej postawy, równowagi i stabilności podczas chodu.

## Prawidłowa technika
Podczas uprawiania nordic walkingu istotna jest prawidłowa technika chodu, w tym odpowiednie ustawienie kijków. W czasie treningu kończyny trenującego powinny zachowywać się jak w trakcie chodu, czyli poruszać się naprzemiennie. Kij w czasie treningu powinno wbijać się w połowie długości między jedną a drugą stopą. Od razu po wbiciu kija, staw łokciowy powinien być prostowany, a kij puszczany od razu po odepchnięciu.

## Nordic walking w Polsce
W Polsce nie przyjęła się oryginalna nazwa fińska – Sauvakävely, czyli „marsz z kijkami”, jak również anglojęzyczna nazwa pole walking. W miejsce tych terminów przyjęto nazwę nordic walking, której autorem był Marko Kantaneva.
Pierwsze polskie mistrzostwa w nordic walking odbyły się w Gnieźnie.